# 아이다호 대학교
아이다호 대학교(University of Idaho, U of I)는 미국 아이다호주 모스코에 위치한 공립 랜드그랜트 연구형 대학이다. 아이다호주의 랜드그랜트이자 주요 연구형 대학으로, 아이다호 스페이스 그랜트 컨소시엄을 주도하는 대학이다. 아이다호 주립 대학교에 생긴 1963년에 이르기까지 71년간 아이다호주 유일의 대학이었다.